# Baiselsberg
Der Baiselsberg im Landkreis Ludwigsburg zählt zum Naturpark Stromberg-Heuchelberg und ist mit einer Höhe von 476,6 m ü. NHN der höchste Punkt des Strombergs. 

## Geographie
Die nordöstliche Hälfte des Bergrückens zählte einst zu den Markungen der Dörfer Ochsenbach und Hohenhaslach, seit der Gemeindereform Stadtteile von Sachsenheim. Die südwestliche Hälfte gehörte zur Markung von Horrheim, heute ein Stadtteil von Vaihingen an der Enz. 
Die durch Reliefumkehr entstandene Hochebene und ihre Abdachungen von Westen über Norden nach Osten sind großteils bewaldet und zählen zum Großen Fleckenwald und Bromberger Wald. Der flacher abfallende Teil der Ostabdachung heißt Hummelberg. Am steil abfallenden Südhang über Horrheim wird Weinbau auf flurbereinigten Lagen betrieben. Der langgestreckte Bergrücken des Baiselsbergs wurde vom Kirbach im Norden und von der Metter im Süden herausgearbeitet. Weiter südöstlich vom Sporn des Baiselsbergs mündet der von Nordwesten kommende Kirbach bei Sachsenheim in die west-östlich fließende Metter, die schließlich in Bietigheim in die Enz mündet. 

## Historische Relikte
Über den „Gipfel“, der zu Sachsenheim gehört, führt ein Wanderweg, an dem ein Schild auf den „höchstgelegenen Punkt im Stromberg“ hinweist. Teils verläuft er auf einem ehemaligen Rennweg, der vom südöstlichen Fuß des Baiselsbergs in Richtung Sternenfels führte. Rings um den Gipfel finden sich weitere historische Relikte:

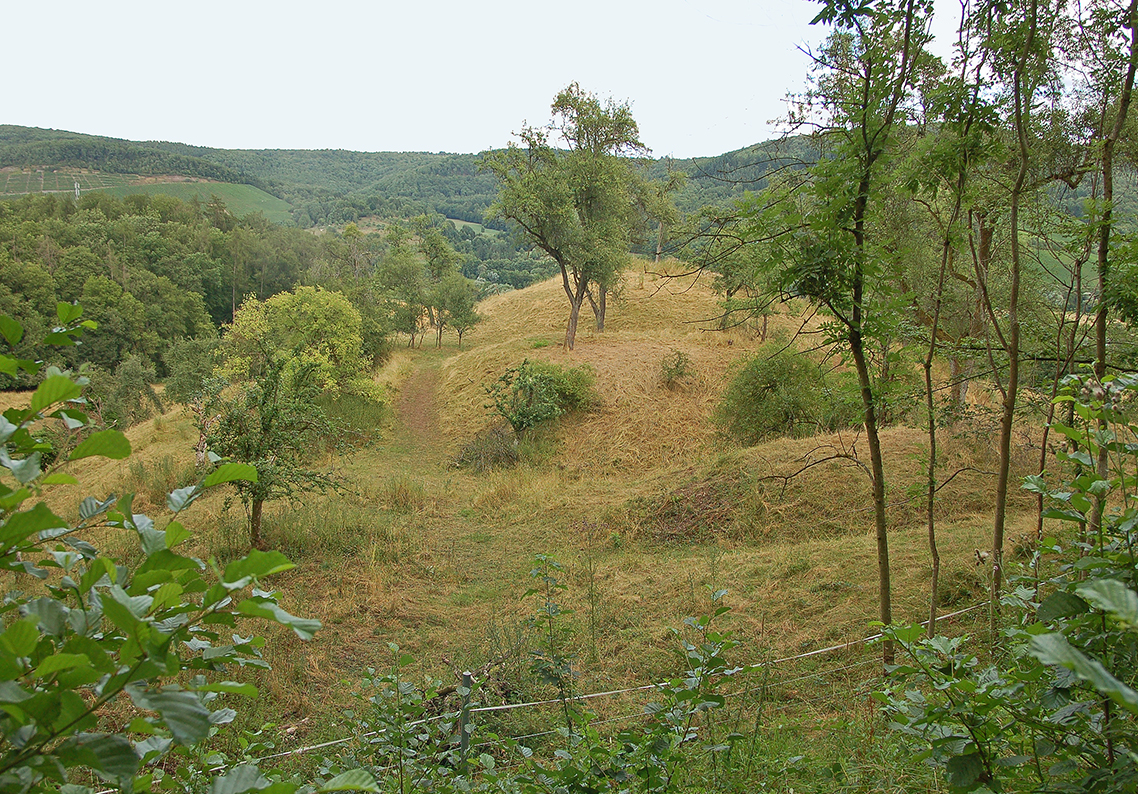
Burgstall von Burg Bromberg

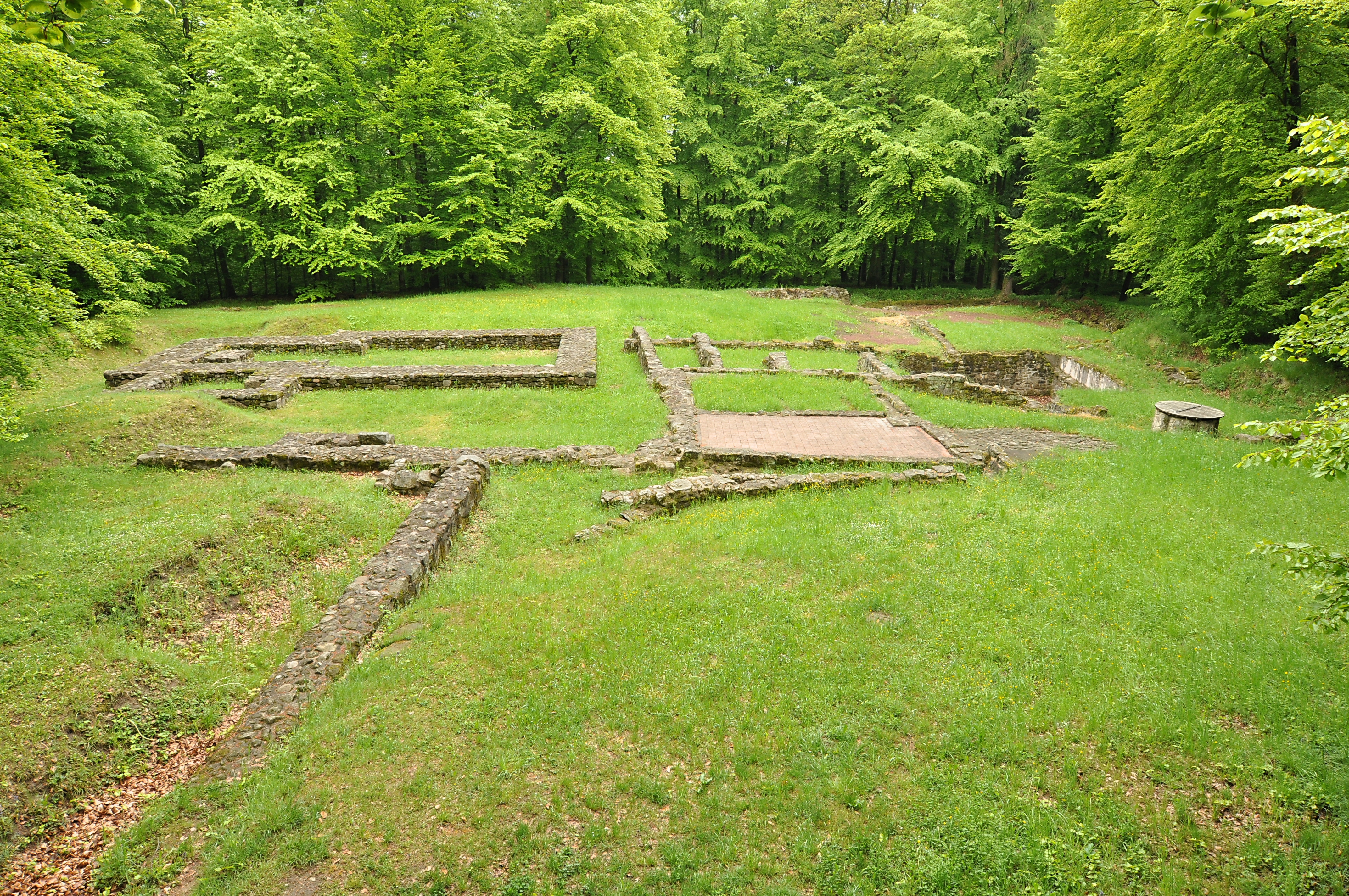
Fundamente des Frauenklosters

Auf einem Sporn der Nordabdachung stößt man im Gewann Schlössle auf den Burgstall der um 1200 von den edelfreien Herren von Bromberg erbauten und 1824 bis auf die Grundmauern abgetragenen Burg Bromberg. Hangabwärts lassen sich noch Relikte des ehemaligen Burgweilers Bromberg am Kirbach erahnen, von dem nur die im 12. Jahrhundert erstmals erwähnte Bromberger Mühle erhalten blieb.
Rund 300 Meter südlich vom Burgstall liegt in einer nach Nordosten verlaufenden Klinge die Kleinsiedlung Kelterle, die im 19. Jahrhundert auf einem offenbar älteren Siedlungsplatz angelegt wurde, zwischendurch ein Kinderheim beherbergte und heute den Justizbehörden dient.
Etwa 500 Meter südlich vom höchsten Punkt finden sich auf einer zu Vaihingen zählenden Lichtung restaurierte Fundamente des Frauenklosters Baiselsberg, das im Zuge der Reformation aufgegeben und danach abgetragen wurde.
Beim Heidenkopf über der Südwestabdachung blieben vorgeschichtliche Mauerrelikte aus außergewöhnlich großen Steinen erhalten, die wohl wegen ihres Gewichts der üblichen Zweitverwertung entgingen. Spekulationen, es handele sich dabei um Zeugen für eine in Süddeutschland noch nicht bekannte Megalithkultur, hat das Landesamt für Denkmalpflege Baden-Württemberg verworfen.